# Galumnella pauliani
Galumnella pauliani är en kvalsterart som beskrevs av Balogh 1961. Galumnella pauliani ingår i släktet Galumnella och familjen Galumnellidae. Inga underarter finns listade i Catalogue of Life.